# Dusona grahami
Dusona grahami là một loài tò vò trong họ Ichneumonidae.